# Yanagihara Naruko
Yanagihara Naruko (en japonès 柳 原 愛 子), també coneguda amb el nom de Sawarabi no Tsubone (26 de juny de 1859 - 16 d'octubre de 1943), va ser una dama pertanyent a la Casa Imperial del Japó. Era una concubina de l’emperador Meiji i la mare del que seria l'emperador Taishō. Yanagihara Naruko és l'última concubina que ha donat a llum a un emperador japonès.

## Biografia
Yanagihara Naruko va néixer a Kyoto. Era la segona filla del camarlenc imperial Yanagihara Mitsunaru (1818-1885), que va ocupar el càrrec de chūnagon a la llar imperial i, posteriorment, va ser nomenat dainagon. La família Yanagihara era de la branca Reizei del clan Fujiwara.
El seu germà gran, el comte Yanagihara Sakimitsu (4 de maig de 1850 - 2 de setembre de 1894), va lluitar a la guerra de Bishan al bàndol imperiairva i va esdevenir tinent governador del Tōkaidō i, després, governador de la prefectura de Yamanashi. Entrant al servei diplomàtic després de la restauració, va signar el tractat d'amistat entre la Xina i el Japó després de la primera guerra sino-japonesa. Yanagihara Sakimitsu va ser nomenat comte i es va convertir en conseller privat de l'emperador, al qual va ajudar a redactar la llei de la casa imperial abans de la seva mort als 44 anys.
Durant la seva vida Yanagihara Naruko era descrita com una dona intel·ligent, graciosa i gentil i admirada per tots l'harem. Va destacar com a excel·lent poeta i amb una gran cal·ligrafia. Es va incorporar a la llar imperial el 1870 com a dama d'honor de l'emperadriu Eishō, i va ser nomenada gon no tenji (dama del dormitori) el 20 de febrer de 1873. Tant Yanagihara Naruko com l'emperador Meiji descendien del clan Ōgimachisanjō; tots dos compartien com a besavi Ōgimachisanjō Sanetomo (1748-1785), un alt cortesà de palau, i eren per tant cosins tercers.
El 21 de gener de 1875, va donar a llum al seu primer fill, Shigeko, la princesa Ume, al palau d'Aoyama, però la nena va morir de meningitis l'any següent, el 8 de juny de 1876. El 23 de setembre de 1877, va donar a llum a Yukihito, el príncep Take, que també va morir de meningitis abans del seu primer aniversari, el 26 de juliol de 1878. El 31 d'agost de 1879 va donar a llum el seu tercer fill i l'únic que va sobreviure a l'edat adulta, el futur emperador Taishō. El part va ser llarg part i extremadament complicat. El 6 de setembre, l'emperador va posar al seu fill el nom de Yoshihito i després li va donar el títol de príncep Haru. A causa del difícil part, Yanagihara Naruko no va recuperar la salut durant un temps. A més el petit Yoshihito va contreure també meningitis poc després del seu naixement, i es va témer per la seva vida fins que finalment es va recuperar a finals de desembre. Com a resultat del seu delicat estat de salut causat pel naixement del seu fill, ja no va tornar a servir a l'emperador com a dama de la cambra.
El 1902, va ser nomenada oficialment dama d'honor imperial. En els seus últims anys, se li van atorgar diversos honors de prestigi com a reconeixement per l'haver continuat la línia imperial, malgrat la tendència a culpar-la per la salut mental delicada del seu fill. No obstant això, se li va permetre estar present al llit de mort de Yoshihito el desembre de 1926.
El 1941, la seva besneta Takagi Yuriko es va casar amb el seu net el príncep Mikasa. Yanagihara Naruko va morir el 16 d'octubre de 1943, amb 84 anys, durant el regnat del seu net l'Emperador Showa, després d'haver sobreviscut al seu fill durant gairebé dues dècades. Va ser enterrada al temple Yūtenji de Nakameguro (Tòquio).